# Meg LeFauve
Meg LeFauve (Warren, 19 giugno 1969) è una sceneggiatrice statunitense famosa per aver scritto la sceneggiatura del film di animazione Inside Out e del suo sequel Inside Out 2.

## Filmografia

### Sceneggiatrice
- Inside Out, regia di Pete Docter (2015)
- Il viaggio di Arlo, regia di Peter Sohn (2015)
- Captain Marvel, regia di Anna Boden e Ryan Fleck (2019)
- Il drago di mio padre, regia di Nora Twomey (2022)
- Inside Out 2, regia di Kelsey Mann (2024)

### Personale misto
- Giotto, l'amico dei pinguini, regia di Stuart McDonald (2015)

### Produttore
- Una decisione sofferta Film TV (1998)
- The Dangerous Lives of Altar Boys (2002)[1]

### Regista
- Gigantic, co-regia con Nathan Greno (Cancellato)